# 台灣鐵路管理局司機員罷工事件
台灣鐵路管理局司機員罷工事件發生於1988年5月1日，為中華民國政府遷至台灣之後的第一件大規模的工運罷工事件，也是1950年代後至今台灣最大的罷工事件。該罷工事件參與者為台灣鐵路管理局所轄，俗稱「火車司機」的機車「司機員」，罷工人員約有1400人。
就近因言，該次罷工事件導火線為俞國華內閣將公務員兼具勞工身分的火車司機認定為公務員，以致不遵守《勞動基準法》規定，苛扣火車司機「加班費」。

## 背景
1984年7月30日，中華民國立法院三讀通過《勞動基準法》，簡稱《勞基法》。《勞基法》用意在於為保障台灣勞工權益、加強勞雇關係，主要內容為明文規定中華民國境內勞工勞動條件之最低標準。另外，《勞基法》亦要求雇主，即使以事業性質與勞動態樣特殊為由，要與勞工另訂定勞動條件，仍不得低於《勞基法》所定之最低標準。

## 台鐵司機員
臺灣鐵路管理局編制中的「司機員」即為俗稱之「火車司機」，也稱「機車駕駛員」。一般說來，機車司機員依職務高低可分為「機車長」、「司機員」、「機車助理」、「整備員」等四種。因為該四種職位之編制約僅為一至五等公務員官職，屬薪水不高之基層公務員（1988年約為年薪3600元至5000元美金，而同年中華民國國民所得約為6200美金）。又因為輸出勞力之工作性質，亦被中華民國政府列入「兼具勞工身分之公務員」。
1984年《勞基法》實施後，包含台鐵司機員的台鐵員工之延時工資，以大法官會議解釋，應立即適用勞工身分，予以正常發放。但中華民國政府與台灣鐵路管理局會計單位以「預算不足」及「台鐵為虧損單位」為由，拒絕發放延時工資。此事件隨即引起台鐵員工不滿，其中又以負責駕駛火車、長期處於加班狀態的司機員抗爭最為激烈。不過因為1980年代中期，中華民國仍處於戒嚴狀態，因此抗爭僅止於內部，並無檯面化。
1987年7月，時任中華民國總統兼中國國民黨主席蔣經國正式宣佈解除臺灣省戒嚴令，台灣政治風氣丕變並大幅度開放實質集會結社。在此問題未解決下，受到黨外運動政治力量支持，台灣鐵路工會部分會員除了繼續爭取適用勞工身分並加發延時工資外，也默許司機員自組火車司機員聯誼會，主要目的亦為爭取延時工資發放。不過，主管單位臺灣省政府及中華民國交通部等仍拒絕發放延時工資，並指陳該聯誼會為非法組織。

## 經過

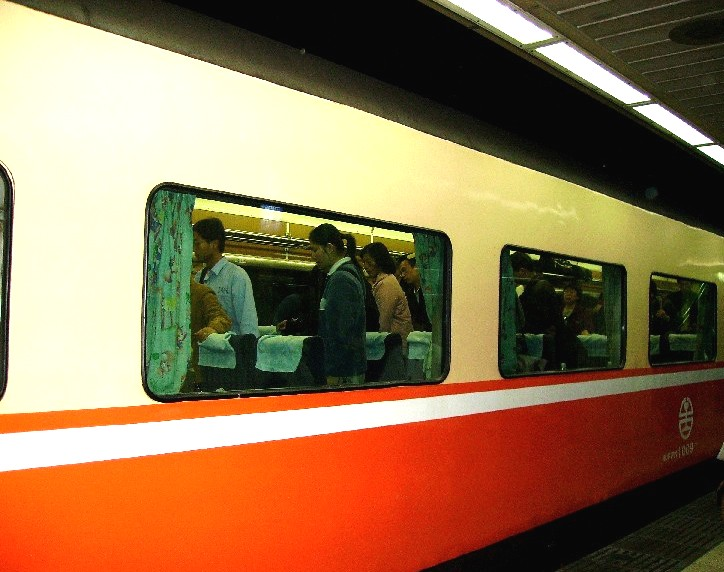
罷工讓台灣鐵路運輸中斷，圖為台鐵莒光號列車

1988年3月－4月，於勞工身分薪資認定與延時工資發放議題上，火車司機員聯誼會與資方談判破裂。聯誼會私底下串聯於同年5月1日國際勞動節例假日以「集體休假」方式進行罷工；而會選擇國際勞動節，也具有政治象徵意義。
1988年5月1日凌晨，聯誼會獲得所有司機員支持，臺鐵西部幹線與東部幹線所有班次之司機員皆以「休假」為由進行罷工。除原本輪休及休假者之外，其餘指定排班者亦以「立即遞假單」方式怠工，而此舉也獲得台灣鐵路工會默許。至此，相關單位方發現事態嚴重，臺鐵雖緊急調動非加入聯誼會之司機員及協調中華民國國防部啟動中華民國國軍戰時系統進行機車運轉工作，不過人力運能不足平日一成，並在發車階段遭到大部分罷工者阻饒。加上勞動節例假日乘客眾多，台鐵各班次幾乎全部停開。
約1400名的司機員罷工，不但達到了台灣鐵路全面停擺的目的，部分聯誼會成員亦在台鐵各車站集結，阻止機車班次進行，此舉亦造成小規模警民衝突。而此罷工事件，一直到1988年5月2日中午才告結束。

## 後續及影響
發生於1988年5月1日國際勞動節的該罷工事件，雖以「集體休假」名義進行罷駛，但實際上已達罷工實質效果。當時運轉實績佔台灣鐵路運輸幾乎達百分一百的台鐵，所發生的此次罷工，不但造成台灣交通為之中斷，所開的前例，也成之後台灣勞工運動的濫觴。後來中華民國境內不同產業之相關罷工方式，幾乎多沿襲此種以休假怠工進行實質罷工的模式。
該罷工事件發起者為火車司機員聯誼會，而默許罷工的台灣鐵路工會也是該例假日罷工成功的主因。也因此，該兩組織成為日後台灣勞工運動的要角；而兩會所屬司機員會員罷駛之兩主要訴求不管是希望火車司機能納入勞基法保障，或予以超時工資給付，均在罷工後不久獲得政府首肯答應。1989年起，台鐵補發1984-1989年未發的全局員工延時工資，金額約新台幣40億元。
造成台灣交通停擺的該次罷工舉行後不久，中華民國政府除全盤接受司機員要求外，也追溯加發1984年－1988年期間司機員遭扣除的加班費。此項補發也包含非司機員的所有台鐵員工，例如運務部門的車站站務人員、機車維修人員甚至行政人員。此外，該次罷工也導致當時包含台鐵局長張壽岑在內的許多官員下臺，也促成「設置台鐵內部勞資會議」、「引進國軍火車駕駛」等等後續處理歷程。
2003年，臺鐵工會經由工會程序通過罷工投票，也成為公營事業員工首次「合法」罷工投票。